# ان۶-سیکلوپنتیل‌آدنوزین
ان۶-سیکلوپنتیل‌آدنوزین (به انگلیسی: N6-Cyclopentyladenosine) با فرمول شیمیایی C۱۵H۲۱N۵O۴ یک ترکیب شیمیایی با شناسه پاب‌کم ۶۵۷۳۷۸ است. 